# 막스 플랑크
막스 카를 에른스트 루트비히 플랑크 왕립학회 외국인 회원 (독일어: Max Karl Ernst Ludwig Planck, [maks karl ɛʁnst ˈluːtvɪç ˈplaŋk]; 영어 발음: /plǽŋk/, 1858년 4월 23일 - 1947년 10월 4일)는 독일의 이론물리학자로 에너지 양자의 발견으로 1918년 노벨 물리학상을 수상한 과학자이다.
플랑크는 이론 물리학에 상당히 많은 기여를 했지만 물리학자로서의 명성은 주로 양자 이론의 창시자로서의 역할에 있다. 이는 원자 및 아원자 과정에 대한 인간의 이해에 혁명을 일으켰다. 1948년 독일의 과학 기관인 카이저 빌헬름 협회(플랑크가 두 번 회장을 역임함)는 막스 플랑크 협회(MPG)로 이름이 변경되었다. 이 협회에는 현재 광범위한 과학적 동향을 나타내는 83개의 기관이 포함되어 있다.

## 생애와 경력
플랑크는 전통적이고 지적인 가족 출신이다. 그의 부계 증조부와 할아버지는 모두 괴팅겐의 신학 교수였다. 그의 아버지는 킬 대학교와 뮌헨 대학교의 법학 교수였다. 그의 삼촌 중 한 명은 판사였다.

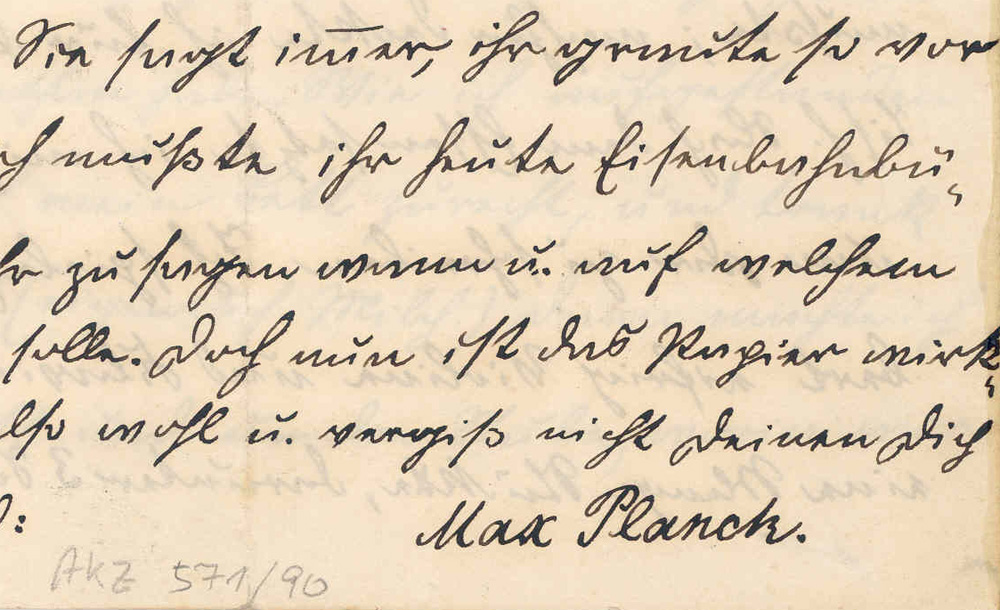
막스 플랑크의 10살때 서명

플랑크는 1858년 홀슈타인의 킬에서 요한 율리우스 빌헬름 플랑크Johann Julius Wilhelm Planck와 그의 두 번째 부인 엠마 파치히Emma Patzig 사이에서 태어났다. 그는 카를 에른스트 루트비히 마르크스 플랑크Karl Ernst Ludwig Marx Planck라는 이름으로 세례를 받았다. 그의 이름 중 마르크스Marx(지금은 사용되지 않는 마르쿠스Markus의 변형이거나 실제로 막시밀리안Maximilian의 약자인 막스Max의 오류일 수 있음)는 "명칭 이름(appellation name)"으로 표시되었다. 그러나 10살이 되었을 때 그는 막스Max라는 이름으로 서명하고 그후 이것을 평생동안 사용했다.
그의 형제 중 두 명이 아버지의 첫 번째 결혼에서 태어났지만 그는 가족의 6번째였다. 전쟁은 플랑크의 초기 몇 년 동안 일반적이었고 그의 가장 초기 기억 중 하나는 1864년 제2차 슐레스비히 전쟁 동안 킬로의 프로이센과 오스트리아 군대의 행군이었다. 1867년 가족은 뮌헨으로 이사했고 플랑크는 막시밀리안 김나지움(Maximilians gymnasium)에 등록했고 그곳에서 그는 젊은이들에게 관심을 가진 수학자  헤르만 뮐러Hermann Müller는 그에게 수학뿐만 아니라 천문학과 역학을 가르쳤다. 플랑크가 에너지 보존의 원리를 처음 배운 것은 뮐러로부터였다. 플랑크는 17세에 일찍 졸업했다. 이것이 플랑크가 물리학 분야와 처음 접한 방법이다.
플랑크는 음악에 재능이 있었다. 그는 노래 수업을 듣고 피아노, 오르간, 첼로를 연주하고 노래와 오페라를 작곡했다. 그러나 그는 음악 대신 물리학을 선택했다.

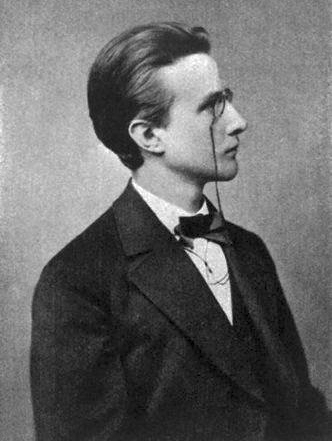
젊은 청년 플랑크의 옆모습, 1878년경

뮌헨의 물리학 교수인 필립 폰 욜리Philipp von Jolly는 플랑크에게 "이 분야에서는 거의 모든 것이 이미 발견되었고 남은 것은 몇 개의 구멍을 채우는 것뿐"이라며 플랑크에게 물리학에 입문하지 말라고 조언했다. 플랑크는 새로운 것을 발견하기를 바라는 것이 아니라 그 분야의 알려진 기초를 이해하기를 원한다고 대답했고, 1874년 뮌헨 대학교에서 연구를 시작했다. 욜리의 감독하에 플랑크는 가열된 백금을 통한 수소의 확산을 연구하는 그의 과학 경력의 유일한 실험을 수행했지만 이론물리학으로 옮겼다.
1877년 그는 베를린의 프리드리히 빌헬름 대학교에서 물리학자 헤르만 폰 헬름홀츠, 구스타프 키르히호프, 수학자 카를 바이어슈트라스와 함께 1년 동안 연구했다. 그는 헬름홀츠는 준비가 제대로 된 적이 없고, 천천히 말하고, 끝없이 잘못 계산되어 청중을 지루하게 하는 반면, 키르히호프는 주의깊게 준비되었지만 건조하고 단조로운 강의를 했다고 썼다. 그는 곧 헬름홀츠와 가까운 친구가 되었다. 그곳에 있는 동안 그는 클라우지우스의 저작에 대한 대부분의 독학 프로그램에 수행하여서, 열역학을 자신의 분야로 선택하도록 되었다.
1878년 10월에 플랑크는 자격 시험에 합격했고 1879년 2월에 자신의 학위논문인 "열역학 제2법칙에 관하여(Über den zweiten Hauptsatz der mechanischen Wärmetheorie)"를 방어했다. 그는 잠시 뮌헨에 있는 이전 학교에서 수학과 물리학을 가르쳤다.
1880년까지 플랑크는 유럽에서 제공되는 가장 높은 두 개의 학위를 취득했다. 첫 번째는 열역학 연구와 이론을 자세히 설명하는 논문을 마친 후 박사학위였다. 그런 다음 그는 "서로 다른 온도에서 등방성 물체의 평형 상태(Gleichgewichtszustände isotroper Körper in verschiedenen Temperaturen)"라는 논문을 발표하여 하빌리타치온을 획득했다.

### 교육 경력
그의 하빌리타치온 논문이 완성되자 플랑크는 뮌헨에서 무급 프리바트도첸트(Privatdozent)(독일 대학에서 강사/조교수에 해당하는 지위)가 되어 학업 제안을 받을 때까지 기다렸다. 처음에는 학계에서 무시 당했지만 열 이론 분야에서 그의 작업을 더욱 발전시켜 기브스와 같은 열역학적 형식론을 자신도 모르게 차례로 발견했다. 엔트로피에 대한 클라우지우스의 아이디어는 그의 작업에서 중심적인 역할을 했다.
1885년 4월 킬 대학교는 플랑크를 이론물리학 부교수로 임명했다. 특히 물리화학에 적용되는 엔트로피와 그 처리에 대한 추가 연구가 뒤따랐다. 그는 1897년에 "열역학에 관한 논문"을 출판했다. 그는 스반테 아레니우스의 전해질 해리 이론에 대한 열역학적 기초를 제안했다.
1889년에 그는 베를린 프리드리히-빌헬름스-대학교에서 키르히호프의 직위를 계승하는 사람으로 임명되었으며 - 아마도 헬름홀츠의 중재 덕분에 - 1892년에는 정교수가 되었다. 1907년, 플랑크는 빈에서 볼츠만의 자리를 제안받았으나 베를린에 남으려고 거절했다. 1909년에 베를린 대학교 교수로 재직하면서 뉴욕시 컬럼비아 대학교 이론물리학의 어니스트 켐프턴 아담스 강사(Ernest Kempton Adams Lecturer)로 초빙되었다.  그의 강의 시리즈는 컬럼비아 대학교 교수 A. P. 윌리스A. P. Wills에 의해 번역 및 공동 출판되었다. 그는 1914년 미국국립과학원 회원으로 선출되었다. 1926년 1월 10일 베를린에서 은퇴했고, 에르빈 슈뢰딩거가 그의 뒤를 이었다. 그는 1926년 미국국립과학원 회원으로, 1933년 미국 철학 협회 회원으로 선출되었다.

### 가족
1887년 3월 플랑크는 학교 친구의 여동생인 마리 머르크Marie Merck(1861-1909)와 결혼하여 키엘에 있는 작은 아파트로 이사했다. 그들은 카를Karl(1888~1916), 쌍둥이 엠마Emma(1889~1919)와 그레테Grete(1889~1917), 에르빈Erwin(1893~1945) 등 5명의 자녀를 두었다.

베를린에 있는 아파트 이후, 플랑크 가족은 반겐하임 거리(Wangenheimstrasse) 21의
베를린-그루네발트(Berlin-Grunewald)에 있는 빌라에서 살았다. 베를린 대학교의 다른 여러 교수가 근처에 살았으며 그 중에는 플랑크의 절친한 친구가 된 신학자 아돌프 폰 하르낙Adolf von Harnack도 있었다. 곧 플랑크의 집은 사회적, 문화적 중심지가 되었다. 알베르트 아인슈타인, 오토 한, 리제 마이트너와 같은 수많은 저명한 과학자들이 자주 방문했다. 공동 연주 음악의 전통은 이미 헬름홀츠의 고향에서 확립되었다.
행복한 몇 년 후인 1909년 7월에 마리 플랑크는 아마도 결핵으로 사망했다. 1911년 3월 플랑크는 두 번째 부인인 마르가 폰 회슬린Marga von Hoesslin(1882–1948)과 결혼했다. 12월에는 다섯 번째 아이 헤르만Hermann이 태어났다.
제1차 세계대전 중 플랑크의 차남 에르빈은 1914년 프랑스군에게 포로로 잡혀갔고, 그의 장남 카를은 베르됭 전투에서 전사했다. 그레테는 1917년 첫 아이를 낳다가 세상을 떠났다. 그녀의 여동생인 엠마는 그레테의 홀아비와 결혼했는데 2년 후 같은 방식으로 사망했다. 두 손녀 모두 생존했으며 어머니의 이름을 따서 명명되었다. 플랑크는 이러한 상해들을 꿋꿋하게 견뎌냈다.
1945년 1월, 그가 특히 가까웠던 에르빈은 1944년 7월 히틀러 암살 시도 실패에 가담했다는 이유로 나치 인민법정에 의해 사형을 선고받았다. 에르빈은 1945년 1월 23일 처형되었다.

### 베를린 대학교의 교수
베를린의 프리드리히 빌헬름스 대학교(Friedrich-Wilhelms-Universität) 교수로서 플랑크는 지역 물리학회에 가입했다. 그는 나중에 이 시기에 대해 쓰기를: "그 당시에 나는 본질적으로 그곳에서 유일한 이론 물리학자였으며, 엔트로피에 대해 언급하기 시작했기 때문에 일이 그렇게 쉽지는 않았는데, 이것은 수학적인 유령으로 간주되었기 때문에 그다지 유행하지 않았다." 그의 이니셔티브 덕분에 독일의 다양한 지역 물리 학회들이 1898년에 통합되어 독일 물리학회(Deutsche Physikalische Gesellschaft, DPG)를 형성했으며; 1905년부터 1909년까지 플랑크는 회장이었다.

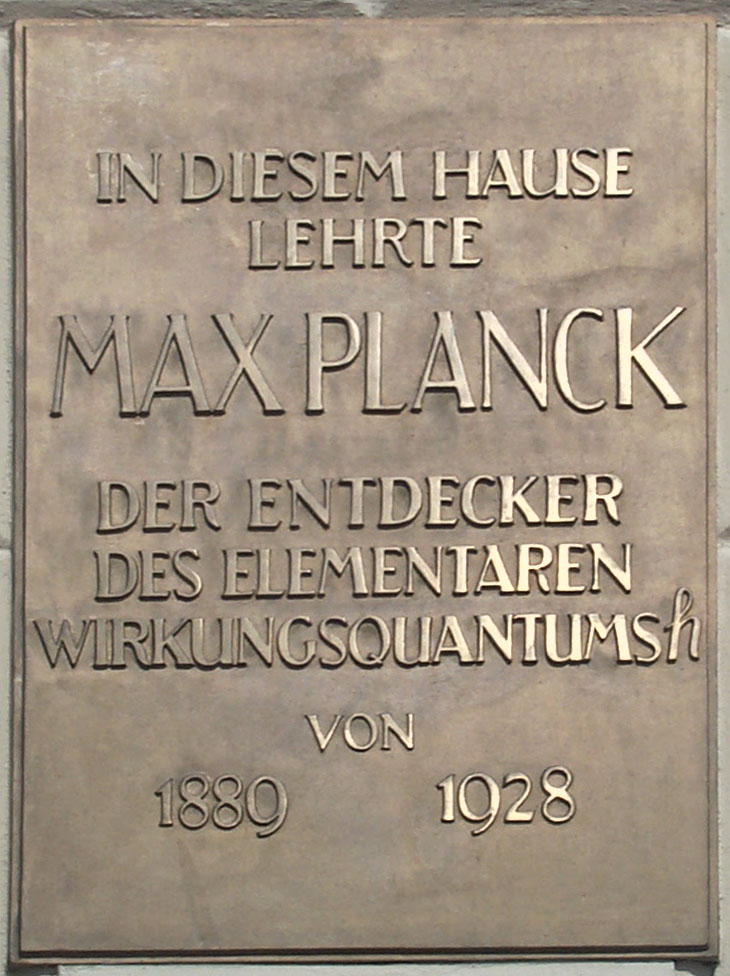
베를린 훔볼트 대학의 명판: "기본적 작용의 양자 h의 발견자인 막스 플랑크가 이 건물에서 1889년부터 1928년까지 가르쳤다."

플랑크는 리제 마이트너에 따르면 "건조하고 다소 비인간적인", 영국 참가자인 제임스 R. 파팅톤James R. Partington에 의하면 "노트를 사용하지 않고, 실수하지 않고, 흔들리지 않는; 그는 내가 들어본 최고의 강사"라는 6학기 이론물리학 강의를 시작햤으며, R. 파팅톤은 계속하기를 "강의실 주변에는 항상 많은 사람들이 서 있었다. 강의실은 난방이 잘 되고 다소 가까웠기 때문에 청취자 중 일부가 때때로 바닥에 쓰러지기도 했지만 강의에 방해가 되지는 않았다." 플랑크는 실제 "학파"를 설립하지 않았다. 그의 대학원생 수는 약 20명에 불과했지만 아래와 같은 이들이 포함되어 있다.
- 1897 막스 아브라함 (1875–1922)
- 1903 막스 폰 라우에 (1879–1960)
- 1904 모리츠 슐리크 (1882–1936)
- 1906 발터 마이스너 (1882–1974)
- 1907 프리츠 라이헤Fritz Reiche (1883–1960)
- 1912 발터 쇼트키Walter Schottky (1886–1976)
- 1914 발터 보테 (1891–1957)[21]

### 흑체 복사
1894년 플랑크는 흑체 복사 문제에 관심을 돌렸다. 문제는 1859년 키르히호프에 의해 언급되었다. "흑체(완벽한 흡수체, 공동 복사체라고도 함)에서 방출되는 전자기 복사의 강도는 복사의 주파수 (즉, 빛의 색깔)와 그 물체의 온도에 의존하는가?"라는 질문은 실험적으로 탐구되었지만 실험 값과 일치하는 이론적 취급은 없었다. 빌헬름 빈은 빈의 법칙을 제안했는데, 이는 고주파에서는 거동을 정확하게 예측했지만 저주파에서는 실패했다. 문제에 대한 또 다른 접근 방식인 레일리–진스 법칙은 저주파에서의 실험 결과에 일치했지만 나중에 고주파에서 "자외선 파탄"으로 알려진 현상을 만들었다. 그러나 많은 교과서와 달리, 이것이 플랑크를 위한 동기는 아니었다.
1899년 플랑크가 이 문제에 대해 처음으로 제안한 해법은 플랑크가 "기본 무질서의 원리"라고 부른 것에서 따랐는데, 이를 통해 그는 이상적인 진동자의 엔트로피에 대한 여러 가정으로부터 빈의 법칙을 유도하여 빈-플랑크 법칙이라고 하는 것을 만들었다. 곧 실험적 증거가 새로운 법칙을 전혀 확인하지 못했다는 것이 발견되어 플랑크는 좌절했다. 플랑크는 접근 방식을 수정하여, 실험적으로 관찰된 흑체 스펙트럼을 잘 설명하는 유명한 플랑크 흑체 복사 법칙의 첫 번째 버전을 유도했다. 그것은 1900년 10월 19일 물리학회(DPG) 회의에서 처음 제안되었고 1901년에 출판되었다. 이 첫 번째 유도는 에너지 양자화를 포함하지 않았으며 통계 역학을 사용하지 않았기 때문에, 그는 그것을 거부했다. 1900년 11월 플랑크는 열역학 제2법칙에 대한 볼츠만의 통계적 해석에 의거하여 이 첫 번째 접근 방식을 수정했다. 플랑크는 볼츠만의 접근 방식에 대한 그러한 해석의 철학적, 물리적 의미에 대해 깊은 의심을 품고 있었기 때문에, 나중에 그가 말했듯이 "그것은 절망의 행위 ... 나는 물리학에 대한 나의 이전 신념을 희생할 준비가 되어 있었다."
1900년 12월 14일 물리학회(DPG)에 제출된 그의 새로운 유도의 중심 가정은 이제 플랑크 가설로 알려진 가정은 전자기 에너지가 양자화된 형태로만 방출될 수 있다는 것으로, 다시 말해, 에너지는 기본 단위의 배수일 뿐으로:
{\displaystyle E=h\nu }
여기서 h는 플랑크 상수이며 플랑크의 작용 양자라고도 하며 (1899년에 이미 도입됨), ν는 복사의 주파수이다. 여기서 논의된 에너지의 기본 단위는 단순히 ν 가 아니라 hν 로 표시된다. 물리학자들은 이제 이러한 양자 광자를 부르고 주파수 ν의 광자는 고유한 에너지를 갖는다. 그러면 해당 주파수의 총 에너지는 해당 주파수의 광자 수를 곱한 hν 와 같다.

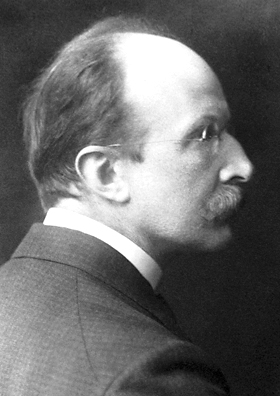
플랑크는 1918년에 양자 이론에 대한 연구로 노벨 물리학상을 수상했다.

처음에 플랑크는 양자화가 "순전히 형식적인 가정으로 ... 실제로는 그것에 대해 많이 생각하지 않았다 ..."라고 생각하였지만, 오늘날 고전 물리학과 양립할 수 없는 이 가정은 양자 물리학의 탄생이자 플랑크 경력의 가장 위대한 지적 성취로 간주된다 (루트비히 볼츠만은 1877년 이론 논문에서 물리 시스템의 에너지 상태가 이산적일 수 있다는 가능성에 대해 논의했다.). 플랑크 상수의 발견으로 그는 양자 이론의 대부분이 기반으로 하는 기본적인 물리적 상수를 기반으로 하는 새로운 보편적인 물리적 단위 집합(플랑크 길이 및 플랑크 질량과 같은)을 정의할 수 있었다. 플랑크는 새로운 물리학 분야에 대한 근본적인 공헌을 인정받아 1918년에 노벨 물리학상을 수상했다 (실제로는 1919년에 수상했다).
그 후 플랑크는 에너지 양자의 의미를 파악하려고 노력했지만 소용이 없었다. "행동 양자를 고전 이론으로 어떻게든 재통합하려는 나의 무익한 시도는 몇 년에 걸쳐 연장되었고 나에게 많은 문제를 일으켰다." 몇 년 후에도 존 레일리, 제임스 진스, 헨드릭 로런츠와 같은 다른 물리학자들은 고전 물리학에 맞추기 위해 플랑크 상수를 0으로 설정했지만, 플랑크는 이 상수가 0이 아닌 정확한 값을 갖는다는 것을 잘 알고 있었다. "나는 진스의 완고함을 이해할 수 없다. 그는 결코 존재해서는 안 되는 이론가의 한 예이다. 헤겔이 철학에 대해 그랬었다. 사실들이 맞지 않으면 그것들은 더욱 나빠진다."
막스 보른은 플랑크에 대해 쓰기를: "그는, 천성이, 보수적인 마음이며; 그는 전혀 혁명적아지 않았고 사색에 대해서는 철저히 회의적이었다. 그런데도 사실로부터 논리적 추론의 설득력 있는 힘에 대한 그의 믿음이 너무나 강해서 물리학을 뒤흔든 가장 혁명적인 아이디어를 발표하는 데 주저하지 않았다."

### 아인슈타인과 상대성 이론
1905년 알베르트 아인슈타인의 세 편의 획기적인 논문이 《물리학 연보》 저널에 발표되었다. 플랑크는 특수 상대성이론의 중요성을 즉시 인식한 몇 안 되는 사람 중 하나였다. 그의 영향 덕분에 이 이론은 곧 독일에서 널리 받아들여졌다. 플랑크는 또한 특수 상대성이론을 확장하는 데 상당한 기여를 했다. 예를 들어, 그는 고전적 작용의 관점에서 이론을 재구성한다.
광전 효과에 대한 하인리히 헤르츠의 1887년 발견(및 필리프 레나르트에 의한 추가 조사)에 기반한 아인슈타인의 빛 양자(광자) 가설은 처음에 플랑크에 의해 거부되었다. 그는 맥스웰의 전자기학 이론을 완전히 폐기하는 것을 꺼려했다. "빛의 이론은 수십 년이 아니라, 수 세기에 걸쳐, 크리스티안 하위헌스가 감히 아이작 뉴턴의 강력한 방출 이론에 맞서 싸웠던 시대로 되돌아갈 것이다..."
1910년에 아인슈타인은 고전 물리학으로는 설명할 수 없는 현상의 또 다른 예로서 저온에서 비열용량의 변칙적 거동을 지적했다. 플랑크와 네른스트는 커지는 모순들을 명확히 하기 위해 제1차 솔베이 회의를 조직했다 (브뤼셀 1911). 이 회의에서 아인슈타인은 플랑크를 설득할 수 있었다.
한편, 플랑크는 베를린 대학의 학장으로 임명되어 아인슈타인을 베를린으로 불러 새로운 교수직을 만들 수 있었다 (1914). 곧 두 과학자는 가까운 친구가 되었고 함께 음악을 연주하기 위해 자주 만났다.

### 제1차 세계대전
제1차 세계대전이 시작되자 플랑크는 대중의 일반적인 흥분을 다음과 같이 썼다. "끔찍한 것 외에도 예기치 않게 위대하고 아름다운 것, 모든 정당의 통합(그리고) ... 선하고 고귀한 모든 것에 대한 찬사와 같은 것도 많다." 플랑크는 또한 논쟁적인 전쟁 선전의 소책자인 악명 높은 "93인의 성명서"에 서명했다 (반면에 아인슈타인은 엄격한 평화주의적 태도를 유지하여 거의 투옥에 이르게 되었으나, 그의 스위스 시민권 덕분에 면책되었다).
1915년, 이탈리아가 아직 중립국이었던 때에 그는 이탈리아에서 과학 논문에 기고를 했는데, 이 논문은 플랑크가 네명의 영구 회장 중 한 명으로 있던 프로이센 과학 아카데미에서 상을 받았다.

### 전후 그리고 바이마르 공화국
격동의 전후 몇 년 동안, 현재 독일 물리학의 최고 권위자인 플랑크는 동료들에게 "인내하고 계속 일하라"는 슬로건을 발표했다.
1920년 10월, 그와 프리츠 하버는 과학 연구를 위한 재정 지원을 제공하기 위해 독일 과학 비상기구(Notgemeinschaft der Deutschen Wissenschaft)를 설립했다. 조직이 분배할 자금의 상당 부분은 해외에서 모금되었다.
또한 플랑크는 베를린 대학교, 프로이센 과학 아카데미, 독일 물리학회 및 카이저 빌헬름 협회(1948년 막스 플랑크 협회가 됨)에서 주요 직책을 역임했다. 이 기간 동안 독일의 경제 상황은 그가 연구를 거의 수행할 수 없는 상황이었다. 1926년 플랑크는 네덜란드 왕립 예술 과학 아카데미의 외국인 회원이 되었다.
전후 기간 동안 플랑크는 노벨 평화상 수상자 구스타프 슈트레제만의 정당인 독일 인민당(Deutsche Volks-Partei)의 당원이 되었으며, 이 당은 국내 정책에 대한 자유주의적 목표와 전 세계 정치에 대한 수정주의적 목표를 열망했다.
플랑크는 보통선거의 도입에 동의하지 않았으며 나중에 나치 독재가 "대중 지배의 상승"에서 비롯되었다는 견해를 표명했다.

### 양자역학

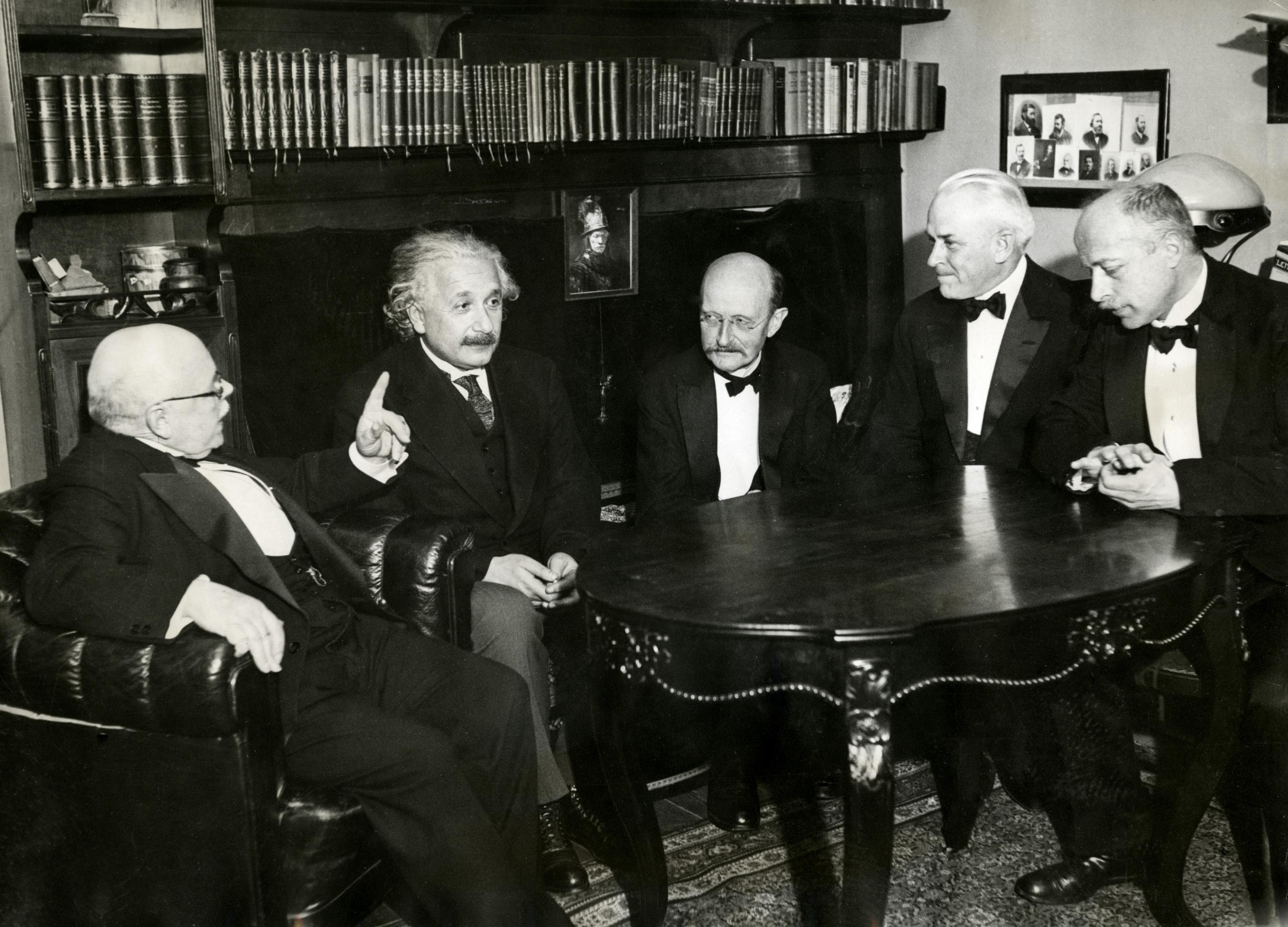
왼쪽에서 오른쪽으로: 네른스트, 아인슈타인, 플랑크, 로버트 밀리컨, 폰 라우에; 폰 라우에가 초대한 만찬에서, 베를린 1931년 11월 11일

1920년대 말 보어, 하이젠베르크와 파울리는 양자역학에 대한 코펜하겐 해석을 수행했지만 플랑크와 슈뢰딩거, 라우에, 아인슈타인도 이를 거부했다. 플랑크는 파동역학이 곧 양자 이론-자신의 아이-을 불필요하게 만들 것이라고 예상했다. 그러나 이것은 사실이 아니었다. 그와 아인슈타인의 철학적 반감에도 불구하고 더 이상의 작업은 양자 이론을 확고히 했을 뿐이다. 플랑크는 젊은 시절에 오래된 견해와 투쟁하면서 "새로운 과학적 진리는 반대자를 설득하고 빛을 보게 함으로써 승리하는 것이 아니라, 반대자가 결국 죽기 때문에 승리한다. 새로운 세대는 그것에 익숙하게 자란다."는 자신의 초기 관찰의 진리를 경험했다.

### 나치 독재와 제2차 세계대전
1933년 나치가 집권했을 때 플랑크는 74세였다. 그는 많은 유대인 친구와 동료들이 직위에서 추방되어 굴욕을 당하는 것을 목격했으며 수백 명의 과학자들이 나치 독일에서 이주하는 것을 목격했다. 그는 다시 "인내하고 계속 일하려고" 노력했고, 이민을 고려하고 있는 과학자들에게 독일에 남을 것을 요청했다. 그럼에도 불구하고 그는 조카인 경제학자 헤르만 크라놀트Hermann Kranold가 체포된 후 런던으로 이주하는 것을 도왔다. 그는 위기가 곧 진정되고 정치적 상황이 개선되기를 희망했다.
오토 한은 플랑크에게 유태인 교수 처우에 대한 공개 선언을 하기 위해 독일의 저명한 교수들을 모아달라고 요청했지만, 플랑크는 "오늘 그런 신사 30명을 모을 수 있다면 내일 150명이 와서 반대할 것이다. 그들은 다른 사람들의 지위를 물려받기를 열망하기 때문이다." 플랑크의 지도하에 카이저 빌헬름 협회(KWG)는 유대인 프리츠 하버에 관한 것 외에는 나치 정권과의 공개적인 충돌을 피했다. 1933년 5월 플랑크는 최근 임명된 독일 총리 아돌프 히틀러에게 이 문제를 논의하기 위해 인터뷰를 요청하고 받았고, 그에게 "유대인의 강제 이민은 독일 과학을 죽이고 유태인은 좋은 독일인이 될 수 있다"고 말했다. "그러나 우리는 유대인에 대해 아무것도 가지고 있지 않고 공산주의자에 대해서만 있다." 따라서 플랑크는 이 답변이 "추가 협상을 위한 모든 근거를 그에게서 빼앗았기" 때문에 성공하지 못했는데, 히틀러에게 "유대인은 모두 공산주의자이고 이들은 나의 적"이기 때문이었다. 이듬해인 1934년에, 하버는 망명 중에 사망했다.
1년 후, 1930년부터 협회(KWG)의 회장을 맡은 플랑크는 다소 도발적인 스타일로 하버에 대한 공식 기념 회의를 조직했다. 그는 또한 비밀리에 많은 유대인 과학자들이 협회(KWG) 연구소에서 몇 년 동안 계속 일할 수 있도록 하는 데 성공했다. 1936년에 그의 협회(KWG) 회장 임기가 끝났고 나치 정부는 그에게 연임하지 않도록 압력을 가했다.
독일의 정치 환경이 점차 더 적대적으로 변하면서, 도이치 물리학의 저명한 대표자인 요하네스 슈타르크는 플랑크, 조머펠트, 하이젠베르크가 아인슈타인의 이론을 계속 가르친다고 공격하며, 그들을 "백인 유대인"이라고 불렀다. "나치 과학 정부 사무소(Hauptamt Wissenschaft)"는 플랑크가 "1/16 유태인"이라고 주장하면서 플랑크의 가계에 대한 조사를 시작했지만 플랑크 자신은 이를 부인했다.

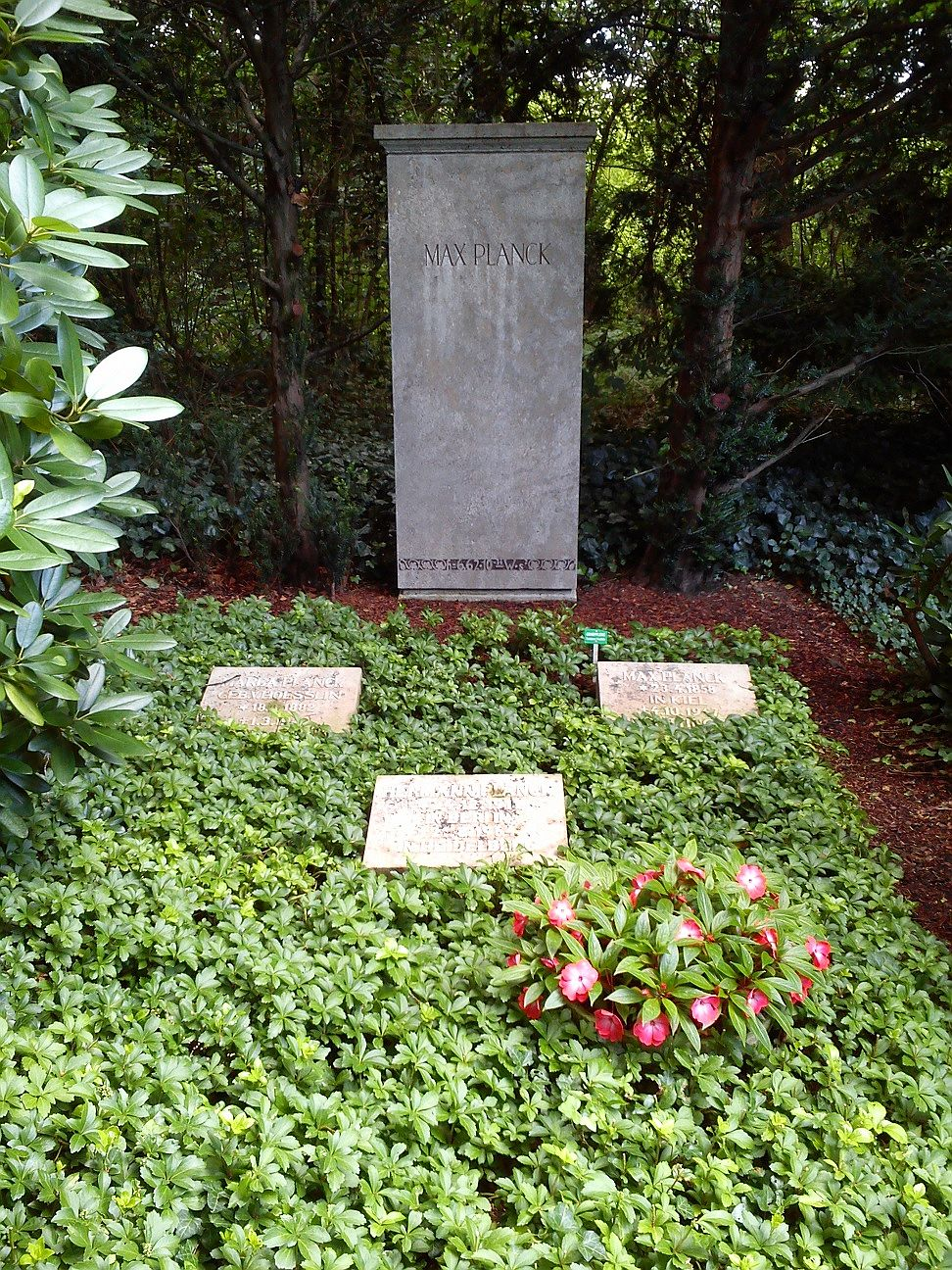
괴팅겐에 있는 플랑크의 묘지

1938년 플랑크는 80세 생일을 맞았다. 물리학회(DPG)는 축하 행사를 열었고, 이 기간 동안 막스 플랑크 메달(DPG가 1928년에 설립한 최고 메달)이 프랑스 물리학자 루이 드 브로이에게 수여되었다. 1938년 말, 프로이센 아카데미는 남아 있던 독립성을 상실하고 나치에 의해 인수되었다(일체화(Gleichschaltung)). 플랑크는 회장직을 사임하면서 항의했다. 그는 계속해서 자주 여행을 다니며 종교와 과학에 관한 연설을 비롯한 수많은 공개 강연을 했으며, 5년후에 그는 알프스의 3,000미터 봉우리들을 오를 정도로 충분히 건강했다.
제2차 세계대전 중에 베를린에 대한 연합군의 폭격 임무가 늘어나면서 플랑크와 그의 아내는 일시적으로 도시를 떠나 시골에 살게 되었다. 1942년에 그는 "내 안에 이 위기를 견디고 새로운 도약의 시작인 전환점을 목격할 수 있을 만큼 오래 살고 싶은 열망이 커졌다."고 기록하였다. 1944년 2월 베를린에 있는 그의 집은 공습으로 완전히 파괴되어 그의 모든 과학 기록과 서신이 소실되었다. 그의 시골 은퇴는 양측에서 연합군의 급속한 진격으로 위협을 받았다.
1944년 플랑크의 아들 에르빈은 7월 20일 히틀러 암살을 시도한 7·20 음모로 게슈타포에 의해 체포되어 재판을 받고 1944년 10월 인민법정에서 사형을 선고받았다. 에르빈은 1945년 1월 베를린의 플뢰첸제 감옥에서 교수형을 당했다. 그의 아들의 죽음으로 플랑크는 삶에 대한 의지를 상당부분 상실했다. 전쟁이 끝난 후 플랑크의 두 번째 아내와 그의 아들은 괴팅겐에 있는 친척에게 갔는데 플랑크는 1947년 10월 4일 그곳에서 사망했다. 그의 무덤은 괴팅겐의 '구 시립묘지(Stadtfriedhof)'에 있다.

## 종교적 견해
플랑크는 독일 루터교 교인이었다. 그는 대안적인 견해와 종교에 대해 매우 관대했다. 1937년 "종교와 자연과학(Religion und Naturwissenchaft)"이라는 제목의 강의에서 그는 이러한 상징과 의식의 중요성은 신자가 하나님을 예배할 수 있는 능력과 직접적으로 관련되나, 상징은 신성의 불완전성을 제공한다는 점을 명심해야 한다고 제안했다. 그는 무신론이 그러한 상징에 대한 조롱에 초점을 맞추고 있다고 비판했으며, 한편 신자들이 그러한 상징의 중요성을 과대 평가한다고 경고했다.
플랑크는 모든 종교에 관대하고 호의적이었다. 그는 루터교에 남아 있었지만 기독교나 성경적 견해를 옹호하지 않았다. 그는 "기적에 대한 믿음은 과학의 사실이 꾸준하고 확고하게 전진하기 전에 단계적으로 양보해야 하며, 그 완전한 패배는 의심할바 없이 시간 문제이다."라고 믿었다.
"종교와 자연과학"에서 플랑크는 신이 어디에나 존재한다는 견해를 표현했으며 "이해할 수 없는 신격의 거룩함은 상징의 거룩함으로 전달된다"고 주장했다. 그는 무신론자들이 단순한 상징에 너무 많은 중요성을 부여한다고 생각했다. 그는 1920년부터 죽을 때까지 교회 관리인이었고 전능하고 전지전능하며 자비로운 하나님을 (반드시 인격적인 신은 아니더라도) 믿었다. 과학과 종교는 모두 "신을 향하여!"라는 목표를 가지고 "회의론과 독단주의, 불신과 미신에 대한 지칠 줄 모르는 싸움"을 벌이고 있다.
1944년 플랑크는 "가장 명석한 과학, 즉 물질 연구에 평생을 바친 사람으로서 원자에 대한 연구 결과를 다음과 같이 말할 수 있다. 물질은 없다. 모든 물질은 원자 입자를 진동시키고 원자의 이 가장 미세한 태양계를 하나로 묶는 힘에 의해서만 발생하고 존재한다. 우리는 이 힘 뒤에 의식적이고 지적인 정신(geist)이 존재한다고 가정해야 한다. 이 정신은 모든 물질의 모체이다."
플랑크는 신의 개념이 종교와 과학 모두에 중요하지만 다른 방식으로 다음과 같이 주장했다. "종교와 과학 모두 신에 대한 믿음을 요구한다. 신자들에게 신은 시작에 있고 물리학자들에게는 신이 모든 것의 고려의 끝에 있다. ... 전자에게 그분은 기초가 되고, 후자에게 모든 일반화된 세계관의 구성체의 왕관이 된다."
나아가 플랑크는 이렇게 썼다.
..."믿는다"는 것은 "진리로 인식하는" 것을 의미하며, 의심의 여지 없이 안전한 길로 계속하여 발전하는 자연에 대한 지식은, 자연 과학에 대하여 어느 정도 훈련을 받은 사람이, 자연의 법칙과 모순되는 이례적인 사건과, 종교적 교리에 대한 필수적인 뒷받침과  확인으로 여전히 일반적으로 간주되며 이전에는 의심이나 비판 없이 순수하고 단순한 사실로 받아들여졌던 기적에 관한 다수의 보고가, 사실에 기초한 것으로 인정하는 것을 절대적으로 불가능하게 만들었다. 기적에 대한 믿음은 중단없이 믿음직스럽게 진보하는 과학 앞에서 점차적으로 물러나야 하며, 우리는 이것이 조만간 완전히 사라질 것이라는 것을 의심할 수 없다.
저명한 과학사가 존 L. 헤일브론은 신에 대한 플랑크의 견해를 이신론적이라고 규정했다. 하일브론은 나아가 자신의 종교적 계열에 대해 물었을 때 플랑크는 자신이 항상 깊이 종교적이었지만 "기독교 신은 말할 것도 없고 인격적 신"은 믿지 않는다고 대답했던 것을 관련짓는다.

## 출판물
- Planck, M. (1900a). “Über eine Verbesserung der Wienschen Spektralgleichung”. 《Verhandlungen der Deutschen Physikalischen Gesellschaft》 2: 202–204. Translated in ter Haar, D. (1967). 〈On an Improvement of Wien's Equation for the Spectrum〉 (PDF). 《The Old Quantum Theory》. Pergamon Press. 79–81쪽. 2016년 10월 10일에 원본 문서 (PDF)에서 보존된 문서. 2021년 10월 12일에 확인함.
- Planck, M. (1900b). “Zur Theorie des Gesetzes der Energieverteilung im Normalspectrum”. 《Verhandlungen der Deutschen Physikalischen Gesellschaft》 2: 237. Translated in ter Haar, D. (1967). 〈On the Theory of the Energy Distribution Law of the Normal Spectrum〉 (PDF). 《The Old Quantum Theory》. Pergamon Press. 82쪽. 2016년 9월 20일에 원본 문서 (PDF)에서 보존된 문서. 2021년 10월 12일에 확인함.
- Planck, M. (1900c). “Entropie und Temperatur strahlender Wärme” [Entropy and Temperature of Radiant Heat]. 《Annalen der Physik》 306 (4): 719–737.
- Planck, M. (1900d). “Über irreversible Strahlungsvorgänge” [On Irreversible Radiation Processes]. 《Annalen der Physik》 306 (1): 69–122.
- Planck, M. (1901). “Ueber das Gesetz der Energieverteilung im Normalspektrum”. 《Annalen der Physik》 309 (3): 553–563. Translated in Ando, K. “On the Law of Distribution of Energy in the Normal Spectrum” (PDF).  6 October 2011에 원본 문서 (PDF)에서 보존된 문서. 13 October 2011에 확인함.
- Planck, M. (1903). 《Treatise on Thermodynamics》. Ogg, A. (transl.). London: Longmans, Green & Co. OL 7246691M.
- Planck, M. (1906). 《Vorlesungen über die Theorie der Wärmestrahlung》. Leipzig: J.A. Barth.
- Planck, M. (1914). 《The Theory of Heat Radiation》. Masius, M. (transl.) 2판. P. Blakiston's Son & Co.
- Planck, M. (1915). 《Eight Lectures on Theoretical Physics》. Wills, A. P. (transl.). Dover Publications.
- Planck, M. (1943). “Zur Geschichte der Auffindung des physikalischen Wirkungsquantums”. 《Naturwissenschaften》 31 (14–15): 153–159.

## 같이 보기
- 막스 플랑크의 이름을 딴 것들의 목록(List of things named after Max Planck)
- 독일 발명가 및 발견자들의 목록(German inventors and discoverers)
- 광자 편광(Photon polarization)
- 막스 플랑크의 조각상(Statue of Max Planck)
- 영점 에너지

### 추가 링크
- 막스 플랑크 전기 from the Alsos Digital Library for Nuclear Issues
- 노벨 재단 전기
- O’Connor, John J.; Robertson, Edmund F. (2003년 10월). “막스 카를 에른스트 루트비히 플랑크”. 《MacTutor History of Mathematics Archive》 (영어). 세인트앤드루스 대학교.
- “막스 플랑크”. 《수학 계보 프로젝트》 (영어). 미국 수학회.